# Nuxia pseudodentata
Nuxia pseudodentata är en tvåhjärtbladig växtart som beskrevs av Ernest Friedrich Gilg. Nuxia pseudodentata ingår i släktet Nuxia och familjen Stilbaceae. Inga underarter finns listade i Catalogue of Life.